# قسم عقدا الريفي (مقاطعة أردكان)
قسم عقدا الريفي (بالفارسية: دهستان عقدا) هي قسم تقع في إيران في Aqda District. يقدر عدد سكانها بـ 1,469 نسمة .